# Pisarz wielki litewski
Pisarz wielki litewski (łac. notarius magnus Lithuaniae) – urząd centralny niesenatorski I Rzeczypospolitej, współpracownik króla i kanclerza.

## Historia urzędu
Powstał w 1504, w Wielkim Księstwie Litewskim było ich trzech, podczas gdy Korona posiadała jednego. Urząd ten sprawowali też duchowni katoliccy. Sejm konwokacyjny (1764) ustanowił po dwóch pisarzy wielkich w Koronie i na Litwie, odsuwając jednak osoby duchowne. W 1775 podwojono ich liczbę, wprowadzając po jednym pisarzu świeckim i trzech duchownych.

## Kompetencje
Jego zadanie polegało na stosownym i odpowiednim wyrażaniu w słowach uchwał i postanowień w sprawach publicznych. Wydawał gotowe dokumenty i dyplomy ich adresatom. Brał udział w poselstwach do innych władców. Pisarz wielki zasiadał z głosem stanowczym w sądzie asesorskim, opracowywał też sentencje wyroków. 